# Jaime Fernandes
Jaime Octávio Pires Fernandes (Lisboa, 23 de Junho de 1947 - Lisboa, 27 de Outubro de 2016) foi um locutor, jornalista e realizador de rádio português. Costumava referir: "Gostarei sempre mais de ser conhecido como locutor de rádio do que como director ou administrador seja do que for".

## Biografia
Com 13 anos fazia teatro infantil radiofónico, com Odette de Saint-Maurice, aos microfones da Emissora Nacional. Aos 16 anos estreou-se como locutor no lançamento da antiga "Lisboa 2" em estereofonia e que é hoje a Antena 2.
Aos 18 anos cumpre o serviço militar como voluntário cumprido  como Controlador de Tráfego Aéreo na Força Aérea Portuguesa. Foi mobilizado para o Ultramar tendo trabalhado ainda na Rádio Clube de Moçambique entre 1968 e 1970.
Iniciou depois a carreira no Rádio Clube Português como jornalista. Fez parte da administração, após o 25 de Abril de 1974, eleito pelos trabalhadores da rádio. 
Autor e apresentador de diversos programas na RDP e na RTP. Aceitou um desafio e foi correspondente da RDP na Alemanha em 1980. A partir de 1981 foi director de Programas na Rádio Comercial (juntamente com João David Nunes). Apresentou programas como "Dois Pontos" e "Country, A música da América" na Comercial. Na RTP participou em programas como "Vivamúsica" e "Música Da América".
Entre 1985 e 1986 esteve na Rádio Renascença onde fez parte do lançamento do Canal 1 e do FM (logo a seguir renomeado para RFM) tendo sido o autor do nome do famoso programa Oceano Pacífico.
Em 1989 teve o primeiro cargo de administração na RDP onde se manteve por 5 anos e onde criou a RDP Antena 3. Fez parte da administração da TV Guia e mais tarde do Pavilhão Atlântico.
Foi gestor da RTP1 entre 2000 e 2001. Na RTP foi ainda director de programas, dos canais internacionais e de novos projectos. Estruturou e organizou o canal RTP Música, que nunca chegou a emitir apesar de ter sido apresentado oficialmente pela administração da empresa e pelo ministro da tutela.
Foi diretor da RTP internacional e África até se reformar. Foi o ideólogo e narrador da série Estranha Forma de Vida - Uma história da música popular portuguesa. Foi também membro do Conselho de Opinião da empresa concessionária de Rádio e Televisão.
Foi também voz dos tempos de antena do PSD.
Foi provedor do telespectador da RTP entre 2013 e a data do seu falecimento.
Foi um dos organizadores da Web Summit em Lisboa em 2016.